# Aidit Dipa Nusantara

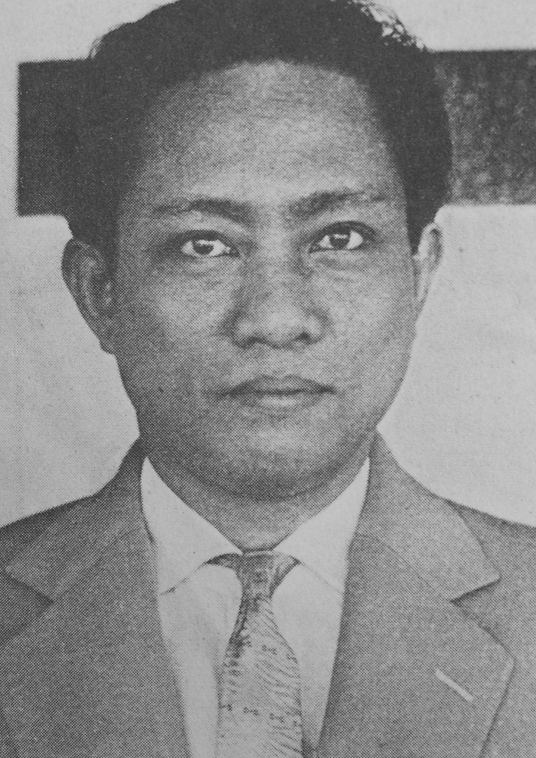
Aidit.

Aidit Dipa Nusantara (ur. 30 lipca 1923 w Medanie, zm. 22 listopada 1965) – indonezyjski polityk.
W 1935 włączył się do ruchu młodzieżowego i wkrótce stał się jednym z jego przywódców. W 1943 wstąpił do Komunistycznej Partii Indonezji (był sekretarzem generalnym KC w latach 1954–1959 i jej przewodniczącym w latach 1959–1965), za co w 1945 trafił do więzienia. Od 1948 pełnił wysokie funkcje w partii. Od 1961 do 1965 sprawował urząd ministra bez teki w rządzie Sukarno. Został zamordowany podczas masowych prześladowań wobec indonezyjskich sił lewicowych zarządzonych przez gen. Suharto po próbie przewrotu pułkownika Untunga. Według oficjalnej propagandy lansowanej przez reżim Suharto, za próbą zamachu stanu miał stać tzw. Ruch 30. Września, rzekomo powiązany z KPI.